# Maurice Poirot
Pour les articles homonymes, voir Poirot.
Maurice Poirot, né le 17 octobre 1900 à Uzemain (Vosges) et mort le 24 janvier 1981 à Cleurie, est un homme politique français. 

## Biographie
Fils de petits paysans vosgiens, il passe par l'école normale de Mirecourt puis exerce comme instituteur, puis directeur d'école à Cleurie à partir de 1928.
Membre de la SFIO en 1926, il milite surtout au syndicat national des instituteurs, puis à partir de 1934 au syndicat paysan vosgien, structure influente dans la vallée de la Moselotte, dont il est le premier secrétaire et cofondateur.
Secrétaire de la fédération socialiste des Vosges de 1936 au début de la guerre, il est candidat malheureux à l'élection législative partielle du 21 mai 1939.
Lieutenant dans l'Armée de l'air dès septembre 1939, il est prisonnier de juin 1940 à mai 1945. Pendant cette période, il organise la résistance des prisonniers à la collaboration avec les Allemands, et publie un journal clandestin appelé La Voix socialiste. Découvert, il est condamné à deux ans de forteresse.
De retour dans les Vosges, il redevient secrétaire de la fédération socialiste et soutient d'abord Guy Mollet dans sa prise de pouvoir au sein de la SFIO, avant de se rapprocher de Gérard Jaquet.
Conseiller général des Vosges, élu dans le canton de Remiremont, en septembre 1945, il prend la tête de la liste socialiste pour l'élection de la constituante et est élu député, réélu en juin 1946, puis de nouveau en novembre.
Battu aux législatives, puis aux cantonales, en 1951, il tente à nouveau vainement sa chance à la législative partielle provoquée en mars 1952 par la mort de Jacques Ducreux-Tacnet, toujours en vain.
En 1956, il se rallie à la liste unitaire « Pour un nouveau Front populaire », menée par l'ancien radical Robert Chambeiron, désormais membre de l'Union progressiste, et soutenue par le PCF. C'est un succès électoral puisque la liste obtient deux sièges et que Poirot est élu.
Mais la direction de la SFIO désapprouve ce rapprochement avec les communistes. Sur l'initiative de Guy Mollet, Poirot est exclu du parti et contraint de siéger parmi les non-inscrits. Il est cependant autorisé à réintégrer le groupe socialiste en juillet 1957.
Opposé au retour de Charles De Gaulle au pouvoir, il participe à la scission qui crée le Parti socialiste autonome, devenu ensuite le Parti socialiste unifié. Il quitte cependant le PSU, ainsi que la vie politique, au milieu des années 1960, face à l'impuissance du PSU et son extrême division en tendances en lutte interne permanente.